# Empis spinifemorata
Empis spinifemorata är en tvåvingeart som beskrevs av Christophe Daugeron 2000. Empis spinifemorata ingår i släktet Empis och familjen dansflugor.
Artens utbredningsområde är Kamerun. Inga underarter finns listade i Catalogue of Life.